# Buchholz (Altmark)
Buchholz (Altmark) este o comună din landul Saxonia-Anhalt, Germania.
1. ↑  GeoNames